# توم فولي (لاعب كرة قاعدة أمريكي)
توم فولي (بالإنجليزية: Tom Foley)‏ هو لاعب كرة قاعدة أمريكي، ولد في 14 يونيو 1847 في شيكاغو في الولايات المتحدة، وتوفي في 4 يناير 1896 في لا غرانت في الولايات المتحدة.

## وصلات خارجية
- توم فولي (لاعب كرة قاعدة أمريكي) على موقعبيزبول رفرنس.كوم (الدوري الرئيسي) (الإنجليزية)